# Judy Collins

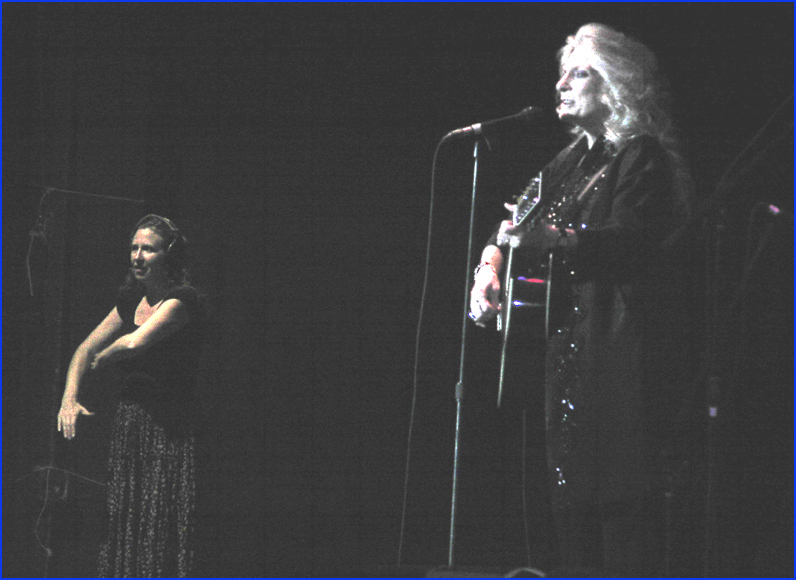
Judy Collins en una actuació del 2003

Judith Marjorie Collins (Seattle, Washington, 1 de maig de 1939) és una cantautora estatunidenca.

## Biografia
Va tenir una formació de pianista clàssica fins als 13 anys; fins i tot va arribar a fer concerts en públic de peces de Mozart.
Però el que sobretot li interessava era la música folk, la de Woody Guthrie i Pete Seeger. D'aquesta manera va començar a tocar en els clubs de Greenwich Village de Nova York, i després va signar amb el segell Warner Music Group, que serà la seva casa durant 35 anys.
El primer àlbum fou A Maid of Constant Sorrow el 1961. Al principi interpretava temes d'altres autors, com Seeger, Phil Ochs, Jacques Brel i Bob Dylan (Mr. Tambourine Man) o temes d'arrel tradicional. Després d'aquest àlbum va signar amb Elektra Records. També va tenir la sort que alguns autors li van escriure peces i les va interpretar abans que ells: Bird on the Wire de Leonard Cohen i Both sides now de Joni Mitchell.
El 1967 va conèixer l'èxit amb l'àlbum Wildflowers que comprenia les primeres composicions i també Both sides now, que es va situar al número 8 del Billboard i pel qual va rebre un Grammy el 1968.
L'àlbum que continua, Who Knows Where the Time Goes?, va ser produït el 1968 per Stephen Stills que estava molt de moda gràcies al seu grup Crosby, Stills & Nash. Judy Collins és la Judy de la cançó Suite: Judy Blue Eyes que Stills va compondre per al primer disc del seu grup.
Durant la dècada de 1970 va tenir una sòlida reputació de cantant de folk, però que no li va impedir tenir un repertori més extens amb temes de gospel com Amazing Grace, que va tenir molt d'èxit, i altres composicions pròpies com My Father de l'àlbum Who Knows Where The Time Goes? i Born to the Breed del disc Judith.
Aquest darrer àlbum, Judith, emès el 1975, tenia una altra perla, Send in the clowns, que forma part de la comèdia musical A little night music, de Broadway, per la qual va tenir un segon Grammy.
La compilació So Early in the Spring - The first 15 years, que va aparèixer el 1977, és un recull de les millors composicions.
Durant els anys 1980 va enregistrar més àlbums i tocar en més concerts, mentre escrivia novel·les i les seves memòries.
Judy Collins és una artista compromesa: va ser nomenada representant de l'UNICEF, militant contra les mines antipersona.
El suïcidi del seu fill Clark Taylor, després d'una llarga depressió i de l'addicció a les drogues, va conduir Judy a una campanya de prevenció del suïcidi.

## Discografia
- Maid of Constant Sorrow (1961)
- The Golden Apples of the Sun (1962)
- Judy Collins #3 (1964)
- The Judy Collins Concert (1964)
- Judy Collins' Fifth Album (1965)
- In My Life (1966)
- Wildflowers (1967)
- Who Knows Where The Time Goes? (1968)
- Whales and Nightingales (1970)
- Both Sides Now (1971)
- Living (1971)
- Sunny Goodge Street (1972)
- True Stories, and Other Dreams (1973)
- Judith (1975)
- Bread and Roses (1976)
- So Early in the Spring - The first 15 years  (1977)
- Hard Times for Lovers (1979)
- Running for My Life (1980)
- Times of Our Lives (1982)
- Home Again (1984)
- Trust Your Heart (1987)
- The Stars Of Christmas (Selected Especially For Avon) (1988)
- Sanity and Grace (1989)
- Fires of Eden (1990)
- Baby's Bedtime (1990)
- Baby's Morningtime (1990)
- Judy Sings Dylan... Just Like a Woman (1993)
- Come Rejoice! A Judy Collins Christmas (1994)
- Shameless (1994)
- Voices (1995)
- Christmas at the Biltmore Estate (1997)
- Forever: An Anthology (1997)
- Both Sides Now (1998)
- Classic Broadway (1999)
- All on a Wintry Night (2000)
- Judy Collins Live at Wolf Trap (2000)
- Judy Collins Sings Leonard Cohen: Democracy (2004)
- The Essential Judy Collins (2004)

## Guardons
Nominacions
- 2017: Grammy al millor àlbum de folk (amb Ari Hest)